# Grand Prix des Nations (cyclisme)
Pour les articles homonymes, voir Grand Prix des Nations.
Le Grand Prix des Nations était une épreuve cycliste contre-la-montre française qui s'est déroulée une fois par an de 1932 à 2004. Durant la majeure partie de son existence, en l'absence du championnat du monde du contre-la-montre qui fit seulement son apparition en 1994, l'épreuve a joui d'un grand prestige et a fait figure de référence dans la discipline du contre-la-montre individuel.
Le  Super-Prestige Pernod, officieux championnat du monde par points, accordait même plus d'importance à cette épreuve qu'à de futurs "monuments" comme Milan-San Remo et le Tour des Flandres: 65 points contre 60 seulement aux classiques italienne et belge.

## Histoire
Le journal Paris-Soir organise la première édition de la course le 18 septembre 1932. La course est remportée par le Français Maurice Archambaud. La course obtient rapidement une grande renommée avec notamment les succès de Antonin Magne, puis de Fausto Coppi (1946 et 1947). Mais c'est Jacques Anquetil qui incarne la course. Sur les routes de la vallée de Chevreuse, il réussit l'exploit d'être invaincu sur l'épreuve : neuf victoires en neuf participations (la première en 1953, à 19 ans, et la dernière en 1966 à 32 ans).
Pendant la Seconde Guerre mondiale, en 1941 et 1942, deux épreuves sont organisées dans chaque zone libre et occupée (autour de Paris).
Dans les années 1970, 80 et 90, la distance était de 90 kilomètres environ. Les 25 premières années, elle était même de 140 kilomètres. Cette course exigeante continue par la suite à être courtisée par les plus grands, et sacre Bernard Hinault (cinq fois en 1977, 1978, 1979, 1982 et 1984) et Eddy Merckx (en 1973, devant Luis Ocaña).
Lors des dernières éditions, le Grand Prix des Nations était disputé sur 70 kilomètres environ. La moyenne la plus élevée de l'épreuve a été réalisée par Lance Armstrong en 2000 : 49,404 km/h. Cependant, celui-ci s'est vu retirer après sa retraite sportive le bénéfice des résultats obtenus à partir du mois d'août 1998, en raison de plusieurs infractions à la réglementation antidopage, révélées par l'Agence américaine antidopage (USADA). Sa victoire et son record lui sont donc retirés.
La course est retenue comme épreuve de la Coupe du monde de cyclisme sur route en 1991, 1992 et 1993. L'épreuve est organisée pour la dernière fois en 2004 et disparaît avec la création de l'UCI ProTour en 2005. Depuis 2006, le chrono des Herbiers a été rebaptisé « chrono des Nations » en référence au Grand Prix des Nations.
Sous le même nom, l'organisateur crée d'autres compétitions qui ont lieu le même jour et sur le même parcours (ou portion de parcours) que le Grand Prix des Nations des professionnels : 
- en 1965, une épreuve pour les coureurs amateurs : le Grand Prix des Nations (amateurs) ;
- en 1993, une épreuve féminine s'ajoute à ses devancières.

## Palmarès masculin
| Année   | Vainqueur                             | Deuxième                              | Troisième                             |
| ------- | ------------------------------------- | ------------------------------------- | ------------------------------------- |
| 1932    | Maurice Archambaud                    | Alfredo Bovet                         | Léon Le Calvez                        |
| 1933    | Raymond Louviot                       | Léon Le Calvez                        | Marinus Valentijn                     |
| 1934    | Antonin Magne                         | Amédée Fournier                       | Luciano Montero                       |
| 1935    | Antonin Magne                         | Edgard De Caluwé                      | Luciano Montero                       |
| 1936    | Antonin Magne                         | Pierre Cogan                          | Luciano Montero                       |
| 1937    | Pierre Cogan                          | Maurice Archambaud                    | Georges Speicher                      |
| 1938    | Louis Aimar                           | Gerrit Schulte                        | Amédée Fournier                       |
| 1939-40 | Non disputé (Seconde Guerre mondiale) | Non disputé (Seconde Guerre mondiale) | Non disputé (Seconde Guerre mondiale) |
| 1941    | Louis Aimar                           | Yvan Marie                            | Louis Gauthier                        |
| 1941    | Jules Rossi                           | Fernand Mithouard                     | Ferdi Kübler                          |
| 1942    | Émile Idée                            | Odiel Vanden Meerschaut               | Jules Rossi                           |
| 1942    | Jean-Marie Goasmat                    | Eugenio Galliussi                     | Pierre Cogan                          |
| 1943    | Joseph Somers                         | Jules Rossi                           | Maurice Clautier                      |
| 1944    | Émile Carrara                         | Jules Rossi                           | Émile Idée                            |
| 1945    | Éloi Tassin                           | Émile Carrara                         | Albert Dubuisson                      |
| 1946    | Fausto Coppi                          | Émile Idée                            | André Mahé                            |
| 1947    | Fausto Coppi                          | Émile Idée                            | Fiorenzo Magni                        |
| 1948    | René Berton                           | Ferdi Kübler                          | Éloi Tassin                           |
| 1949    | Charles Coste                         | Wim van Est                           | Maurice Blomme                        |
| 1950    | Maurice Blomme                        | René Berton                           | Antonin Rolland                       |
| 1951    | Hugo Koblet                           | Fausto Coppi                          | René Berton                           |
| 1952    | Louison Bobet                         | Maurice Blomme                        | Yvon Marrec                           |
| 1953    | Jacques Anquetil                      | Roger Creton                          | Agostino Coletto                      |
| 1954    | Jacques Anquetil                      | Jean Brankart                         | Isaac Vitré                           |
| 1955    | Jacques Anquetil                      | Albert Bouvet                         | Marcel Janssens                       |
| 1956    | Jacques Anquetil                      | Albert Bouvet                         | Miguel Bover                          |
| 1957    | Jacques Anquetil                      | Ercole Baldini                        | Aldo Moser                            |
| 1958    | Jacques Anquetil                      | Gérard Saint                          | Michel Vermeulin                      |
| 1959    | Aldo Moser                            | Roger Rivière                         | Alcide Vaucher                        |
| 1960    | Ercole Baldini                        | Joseph Vloeberghs                     | Raymond Mastrotto                     |
| 1961    | Jacques Anquetil                      | Gilbert Desmet                        | Aldo Moser                            |
| 1962    | Ferdinand Bracke                      | Jean-Claude Lebaube                   | Claude Valdois                        |
| 1963    | Raymond Poulidor                      | Ferdinand Bracke                      | Walter Boucquet                       |
| 1964    | Walter Boucquet                       | Arie den Hartog                       | Claude Valdois                        |
| 1965    | Jacques Anquetil                      | Rudi Altig                            | Raymond Poulidor                      |
| 1966    | Jacques Anquetil                      | Felice Gimondi                        | Eddy Merckx                           |
| 1967    | Felice Gimondi                        | Bernard Guyot                         | Robert Hagmann                        |
| 1968    | Felice Gimondi                        | Herman Van Springel                   | Luis Ocaña                            |
| 1969    | Herman Van Springel                   | Raymond Poulidor                      | Davide Boifava                        |
| 1970    | Herman Van Springel                   | Ole Ritter                            | Luis Ocaña                            |
| 1971    | Luis Ocaña                            | Joop Zoetemelk                        | Leif Mortensen                        |
| 1972    | Roger Swerts                          | Joop Zoetemelk                        | Yves Hézard                           |
| 1973    | Eddy Merckx                           | Luis Ocaña                            | Joop Zoetemelk                        |
| 1974    | Roy Schuiten                          | Dirk Baert                            | Pol Lannoo                            |
| 1975    | Roy Schuiten                          | Joop Zoetemelk                        | Bernard Thévenet                      |
| 1976    | Freddy Maertens                       | Roy Schuiten                          | Joop Zoetemelk                        |
| 1977    | Bernard Hinault                       | Joop Zoetemelk                        | Jørgen Marcussen                      |
| 1978    | Bernard Hinault                       | Francesco Moser                       | Hennie Kuiper                         |
| 1979    | Bernard Hinault                       | Francesco Moser                       | Joop Zoetemelk                        |
| 1980    | Jean-Luc Vandenbroucke                | Daniel Gisiger                        | Bert Oosterbosch                      |
| 1981    | Daniel Gisiger                        | Stephen Roche                         | Hans-Henrik Ørsted                    |
| 1982    | Bernard Hinault                       | Daniel Gisiger                        | Bert Oosterbosch                      |
| 1983    | Daniel Gisiger                        | Greg LeMond                           | Bert Oosterbosch                      |
| 1984    | Bernard Hinault                       | Sean Kelly                            | Stephen Roche                         |
| 1985    | Charly Mottet                         | Thierry Marie                         | Jean-Luc Vandenbroucke                |
| 1986    | Sean Kelly                            | Laurent Fignon                        | Jean-François Bernard                 |
| 1987    | Charly Mottet                         | Jean-François Bernard                 | Marino Lejarreta                      |
| 1988    | Charly Mottet                         | Laurent Fignon                        | Michael Wilson                        |
| 1989    | Laurent Fignon                        | Thomas Wegmüller                      | Charly Mottet                         |
| 1990    | Thomas Wegmüller                      | Erik Breukink                         | Tony Rominger                         |
| 1991    | Tony Rominger                         | Erik Breukink                         | Thomas Wegmüller                      |
| 1992    | Johan Bruyneel                        | Tony Rominger                         | Viatcheslav Ekimov                    |
| 1993    | Armand de Las Cuevas                  | Stephen Hodge                         | Eddy Seigneur                         |
| 1994    | Tony Rominger                         | Francis Moreau                        | Thierry Marie                         |
| 1995    | Non disputé                           | Non disputé                           | Non disputé                           |
| 1996    | Chris Boardman                        | Bjarne Riis                           | Abraham Olano                         |
| 1997    | Uwe Peschel                           | Marc Streel                           | Chris Boardman                        |
| 1998    | Francisque Teyssier                   | Gilles Maignan                        | Marc Streel                           |
| 1999    | Serhiy Honchar                        | Chris Boardman                        | Jens Voigt                            |
| 2000    | désattribué                           | Raivis Belohvoščiks                   | László Bodrogi                        |
| 2001    | Jens Voigt                            | László Bodrogi                        | Jean Nuttli                           |
| 2002    | Uwe Peschel                           | László Bodrogi                        | Yuriy Krivtsov                        |
| 2003    | Michael Rich                          | Bert Roesems                          | Serhiy Honchar                        |
| 2004    | Michael Rich                          | Uwe Peschel                           | José Iván Gutiérrez                   |

## Palmarès féminin
| Année | Vainqueur              | Deuxième               | Troisième              |
| ----- | ---------------------- | ---------------------- | ---------------------- |
| 1988  | Tea Vikstedt-Nyman     | Cécile Odin            | Hanne Malmberg         |
| 1994  | Diana Ziliute          | Barbara Heeb           | Cordula Gruber         |
| 1996  | Jeannie Longo-Ciprelli | Hanka Kupfernagel      | Natalja Boubentchikova |
| 1997  | Jeannie Longo-Ciprelli | Zulfiya Zabirova       | Alessandra Cappellotto |
| 1998  | Zulfiya Zabirova       | Kathryn Watt           | Mari Holden-Paulsen    |
| 1999  | Anna Millward          | Jeannie Longo-Ciprelli | Elizabeth Emery        |
| 2000  | Hanka Kupfernagel      | Albine Caillié         | Géraldine Löewenguth   |
| 2001  | Anna Millward          | Solrun Flataas         | Catherine Marsal       |
| 2003  | Karin Thuerig          | Hanka Kupfernagel      | Jeannie Longo-Ciprelli |
| 2004  | Priska Doppmann        | Edwige Pitel           | Catherine Marsal       |